# Gry uliczne
Gry uliczne – film sensacyjny o charakterze politycznym w reżyserii Krzysztofa Krauzego. Plenerowe zdjęcia do filmu powstały w Warszawie i Krakowie.

## Obsada
- Redbad Klynstra − Jan Rosa
- Robert Gonera − operator Witek
- Andrzej Precigs − senator Makowski
- Waldemar Szczepaniak − Andrzej, szef telewizji
- Justyna Kulczycka − Anna, żona Tadeusza, przyjaciółka Pyjasa
- Grażyna Wolszczak − Maria
- Katarzyna Śmiechowicz − dziewczyna z opowieści Janka
- Paweł Wilczak − alfons
- Tomasz Międzik − Tadeusz
- Olga Frycz − córka Pasieki
- Ryszard Chlebuś − sąsiad Katarzyny Rutkowskiej
- Magdalena Kuta − sąsiadka Katarzyny Rutkowskiej
- Krzysztof Jędrysek − szef firmy ochroniarskiej handlujący semteksem
- Ryszard Radwański − Jasiek, specjalista MSW
- Aleksander Mikołajczak − Dyrektor MSW
- Małgorzata Kożuchowska − Ewa, sekretarka w telewizji
- Wojciech Ziętarski
- Aleksander Fabisiak – Pasieka, prezes banku, były pracownik SB

## Fabuła
Janek Rosa i jego przyjaciel Witek robią ostre, aktualne reportaże dla prywatnej telewizji; obecnie rozpracowują siatkę handlarzy materiałami wybuchowymi używanymi przez terrorystów. W tym celu podają się za osobę, która chciałaby współpracować. Janek udaje byłego więźnia, który siedział we Wronkach za napad. Okazuje się, że jest to idealna osoba na to miejsce, mimo że nie ma pozwolenia na broń.
Po zakończeniu tego materiału Janek postanawia wyjechać do matki do Amsterdamu. Ma już wykupiony bilet na samolot. Jednakże do jego rąk trafia kaseta VHS z filmem. To swoisty donos: ukrywający się w cieniu mężczyzna oskarża znanego senatora Makowskiego, że w 1977 roku był tajnym współpracownikiem służb specjalnych o pseudonimie „Ketman” i ponosi odpowiedzialność za śmierć swego przyjaciela Stanisława Pyjasa – działacza podziemnej opozycji. Arogancja Makowskiego motywuje ich do działania. Janek postanawia wyjaśnić tę sprawę, docierając do poszczególnych osób i wędrując od jednej do drugiej jak po sznurku.

## Ścieżka dźwiękowa
Muzykę do filmu napisał Maciej Zieliński. W filmie wykorzystano piosenkę Kasi Nosowskiej Jeśli wiesz co chcę powiedzieć… oraz jej instrumentalną wersję. Piosenka pochodzi z albumu puk.puk.